# الثورة البلشفية

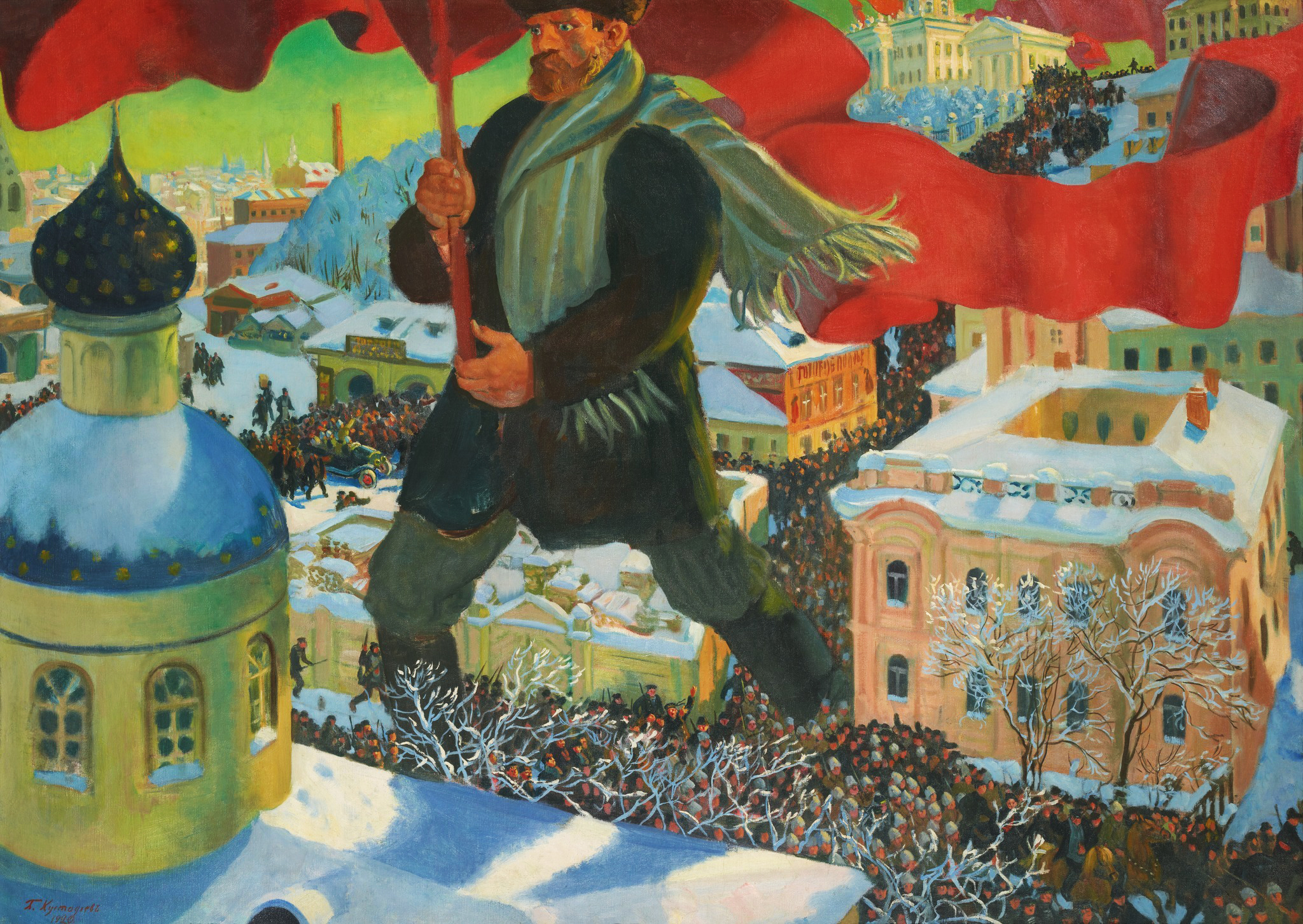
انتشار البلشفية

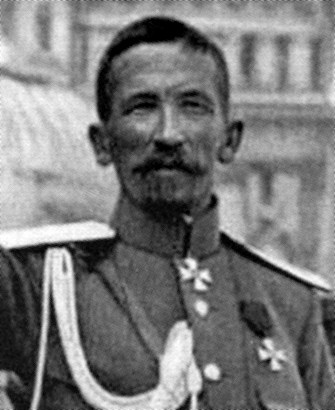
الجنرال كورنيلوف

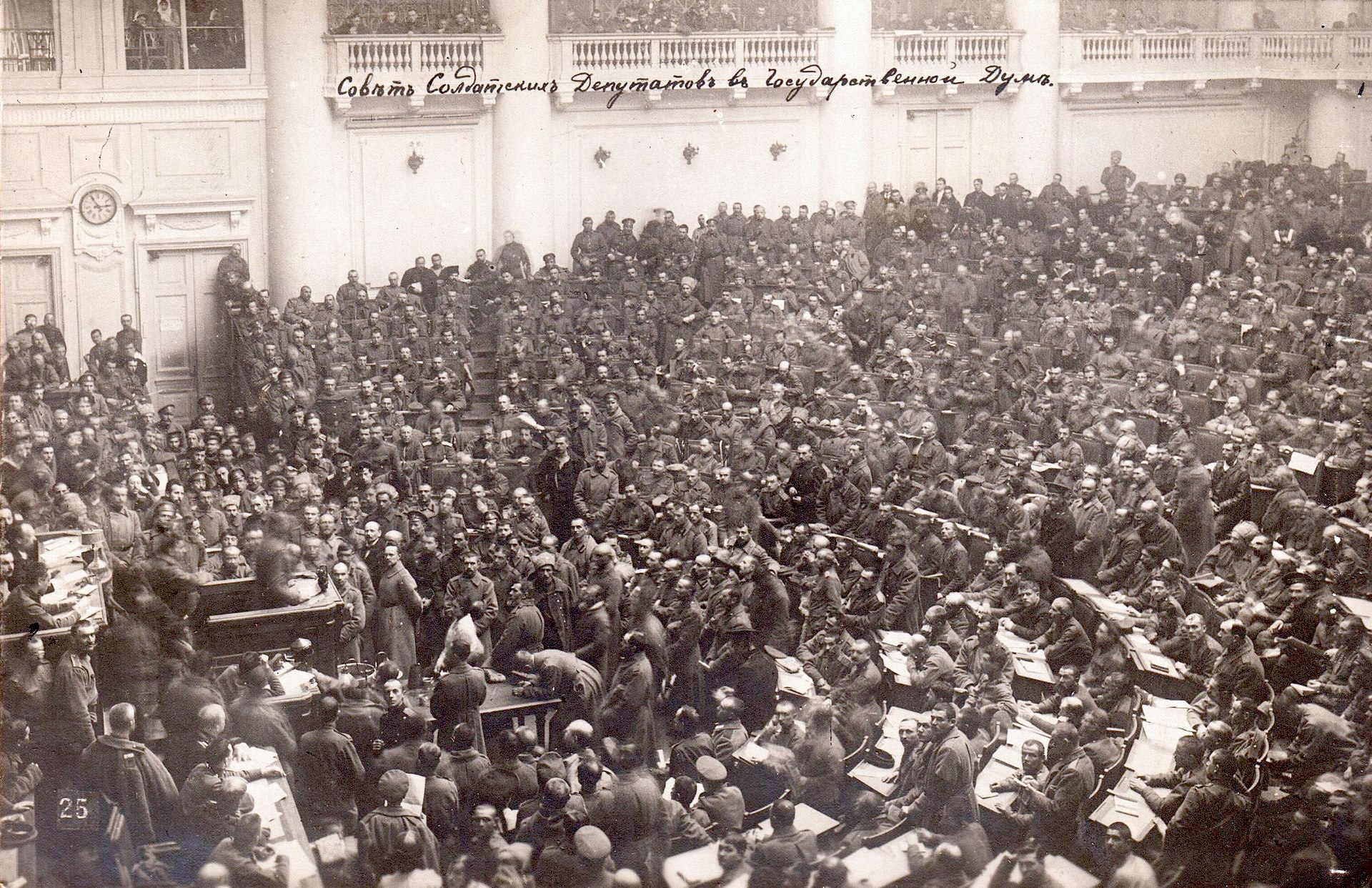
المجالس العمالية (السوفيات) ببطرسبرغ

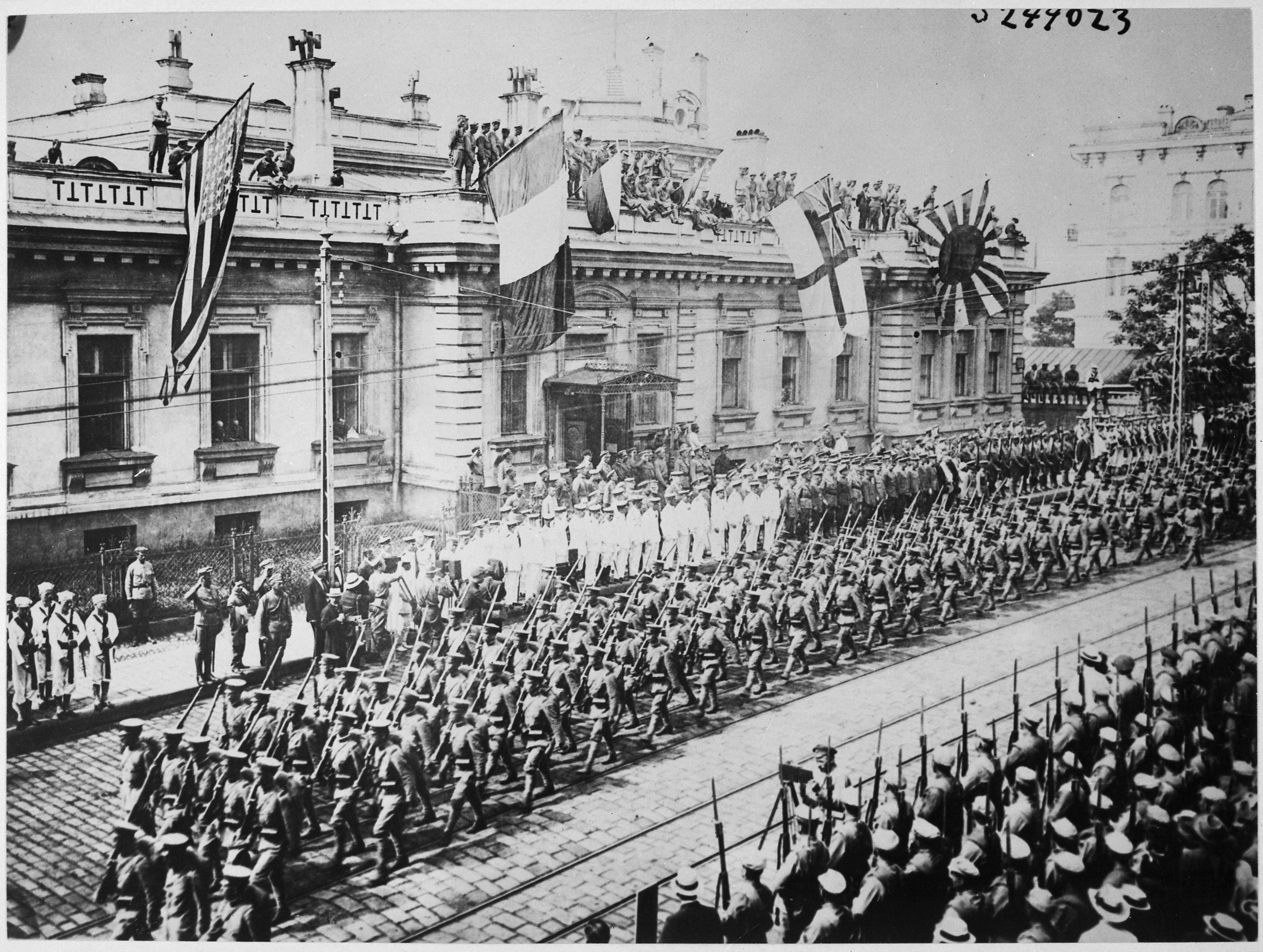
الجيش الأحمر في ساحات القصر الشتوي

الثورة البلشفية أو ثورة أكتوبر (بالروسية: Октя́брьская револю́ция) (في 25 أكتوبر، أو 7 نوفمبر بالتقويم الجديد) كانت المرحلة الثانية من الثورة الروسية عام 1917. قادها البلاشفة تحت إمرة فلاديمير لينين وقائد الجيش الأحمر ليون تروتسكي وكامل الحزب البلشفي والجماهير العمالية بناءً على أفكار كارل ماركس وإسهامات فلاديمير لينين؛ لإقامة دولة اشتراكية وإسقاط الحكومة المؤقتة. وتعد الثورة البلشفية أول ثورة شيوعية في القرن العشرين الميلادي، أسفرت الثورة عن قيام الاتحاد السوفيتي الذي أصبح لاحقًا من القوى العظمى في العالم بجانب الولايات المتحدة.

## الأسباب
كانت سياسات الحكومة الروسية المؤقتة قد دفعت البلاد إلى حافة الكارثة. اضطرابات في الصناعة والنقل، وازدادت الصعوبات في الحصول على المؤن، وانخفض إجمالي الإنتاج الصناعي في عام 1917م بنسبة تزيد عن 36% عما كان عليه في العام 1916م. في الخريف، ما يصل إلى 50 في المئة من جميع الشركات تم إغلاقها في جبال الأورال، ودونباس، والمراكز الصناعية الأخرى، مما أدى إلى ارتفاع معدلات البطالة. وفي الوقت نفسه، ارتفعت تكاليف المعيشة بشكل حاد. وتراجعت الأجور الحقيقية للعمال نحو 50 في المئة عما كانت عليه في عام 1913. وكانت ديون روسيا في أكتوبر 1917 ارتفعت إلى 50 مليار روبل. وتشكل الديون المستحقة للحكومات الأجنبية أكثر من 11 مليار روبل. كان البلد يواجه خطرالإفلاس،

لينين يلقي خطاباً للشعب

## تسلسل الأحداث

ألكسندر كيرينسكي _ رئيس وزراء روسيا آنذاك

يوم 8 فبراير عام 1917م, أضرب عمال مصانع بوتيلوف للتعدين في بيتروجراد عن العمل، وفي الخامس والعشرين من الشهر نفسه تحول الأمر إلى إضراب عام. في السادس والعشرين. أمر القيصر بإطلاق النار على المتظاهرين؛ وفي اليوم التالى رفضت القوات الرادعة للمتظاهرين - حتى طلبة المدرسة الحربية - إطلاق النار وانضمت إلى الشعب. في هذا الوقت كوّن البرلمان - أي المجلس الذي يمثل الامبراطورية - حكومة مؤقتة لإعادة النظام إلى البلاد، ومحاولة إنقاذ الملكية بمطالبة القيصر بالتنازل عن العرش لصالح أخيه ميشيل. إلا أن رفض هذا الأخير تولي العرش أوقع روسيا في مأزق ازدواج السلطة بين الحكومة المؤقتة النابعة من المجلس المثل للإمبراطورية ومجالس العمال والجنود (السوفيت) التي تكونت أثناء الإضرابات ومحاولات القمع التي أجهضت.
في 10 مارس عام 1917م، وعقب حدوث إضرابات جديدة في بيتروجراد، أطلق الحاكم العسكرى النار على الجماهير، لكن فرق الحرس العسكرى في المدينة أخذت تتمرد الواحدة تلو الأخرى. أما القوات التي تم استدعاؤها من الجبهة للقضاء على حركة التمرد هذه فقد منعها عمال السكة الحديد من الوصول إلى العاصمة.
أخذ سوفييت المدينة يُنظمون الدفاع عن حركتهم على الرغم من استمرار الحصار على المدينة من قبل الحكومة المؤقتة التي رأسها الأمير لفوف ومن بعده كيرنسكى الاشتراكى.
تم القبض على القيصر وعائلته عند استدعائه للسفر إلى إنجلترا يوم 16 مارس.
في الثالث من إبريل عام 1917م وصل لينين إلى بيتروجراد بعد قضاء وقت طويل في منفاه بسويسرا؛ في هذا اليوم أطلق أول أوامره قائلا بإعطاء «كل السلطة للسوفييت». ورغم أن حزب لينين البلشفي كان يمثل أقلية شديدة وسط السوفييت، إلا أن مظاهرة من 500 ألف شخص خرجت على أثر هذه الكلمة في الرابع من يوليو.
رد كيرنسكي على ذلك بإطلاق النار من جديد على الجماهير، حيث أصاب 400 فرداً بين قتيل وجريح؛ وانصب القمع على البلاشفة حتى أمرت الحكومة بالقبض على لينين ليعود مرة أخرى إلى حيز الظلام.
في مذكرة دبلوماسية في 1 مايو، قام وزير الشؤون الخارجية باقل ماليكوف وأعرب عن رغبة الحكومة المؤقتة في استمرار تعهداتها بالنسبة الي الحلفاء واستمرار الحرب ضد قوات المحور لحين خروج روسيا منتصرة " مما اثار سخط واسع النطاق.
في الفترة ما بين 1 إلى 4 مايو حوالي 100,000 من العمال والجنود في بطرسبرغ، وبعدهم العمال والجنود من المدن الأخرى، بقيادة البلاشفة، قاموا بمظاهرات تحت لافتات كتب عليها «تسقط الحرب» و«كل السلطة للسوفيات» وأوقعت المظاهرات الحاشدة الحكومة الانتقالية في أزمة.
يوم 1 يوليو حوالي 500,000 من العمال والجنود في سانت بطرسبرغ تجمهروا رافعين شعارات «كل السلطة للسوفيات»، «فلتسقط الحرب» و«فليسقط عشرة وزراء للرأسمالية.» الحكومة المؤقتة تفتح هجوما ضد الألمان في 1 يوليو تموز ولكنه سرعان ما انهار. وعززت الأنباء عن الهجوم وانهياره نضال العمال والجنود. وبدأت أزمة جديدة في الحكومة المؤقتة في 15 يوليو. بدأ العمال والجنود في مظاهرة عفوية يوم 16 يوليو مطالبين بسلطة أكبر للسوفيات، قامت اللجنة المركزية بالحزب العمل الاشتراكي الديمقراطي الروسي وفرت القيادة للحركات العفوية. في 17 تموز / يوليو، وشارك أكثر من 500,000 شخص في تظاهرة سلمية في سانت بطرسبرغ. الحكومة المؤقتة، وذلك بدعم من المناشفة قامت بهجوم مسلح ضد المتظاهرين. 56 اشخاص لقوا مصرعهم واصابة 650.
بدأت مؤامرة ضد الحكومة، بقيادة الجنرال كورنيلوف الذي كان القائد العام للقوات المسلحة منذ 18 يوليو الذي اعترض علي سياسة كيرينسكي الرامية إلى ما وصفه بحل الجيش والهزيمة في الحرب وقاد الوحدات المخلصة له إلى سانت بطرسبرغ ليطيح بالحكومة المؤقتة. واستجابة لنداء البلشفية، بدأت الطبقة العاملة موسكو إضراب بحوالي 400000 عامل. واجتاحت موسكو موجة من الإضرابات والمظاهرات احتجاج من قبل العاملين فيكييف، خاركوف، نيجني نوفغورود، ايكاترينبرج وغيرها من المدن. في 25 أغسطس اليميني كورنيلوف بدأ تمردا عسكريا وبدأ يتحرك في اتجاه سانت بطرسبرغ. وناشدت اللجنة المركزية ب الحزب العمل الاشتراكي الديمقراطي الروسي في 27 أغسطس العمال والجنود والبحارة الاتجاه لبطرسبرغ للدفاع عن الثورة. الحزب البلشفي قام بتعبئة وتنظيم الشعب لهزيمة التمرد وأتجه الحرس الأحمرالي العاصمة، والتي بلغ عدد قواته حوالي25000 مقاتل بالإضافة الي حامية للمدينة، وقام كل من بحارة اسطول بحر البلطيق، وعمال السكك الحديدية، والعمال في موسكو، ودونباس، جبال الأورال، والجنود في الجبهة وفي العمق الذين تمكنوا من هزيمة الجنرال كورنيلوف قائد التمرد وهزيمته التي تمت على أيدي عمال غير منظمة ولكن ذلك دل علي ضعف الحكومة المؤقتة التي اضطرت للاستعانة بالبلاشفة، في حين يدل على قوة البلاشفة وادي الي زيادة سلطتهم. في 30 أغسطس. انتحر الجنرال كريموف وفي اليوم نفسه تم عزل كورنيلوف وتقديمه للمحاكمة.
في 31 أغسطس، وللمرة الأولى، صوّت سوفييت بيتروجراد من أجل حل البلشفية.؛ ومنذ هذه اللحظة أصبحت الحركة.الثورية غير قابلة للإخماد. واكتسح البلاشفة انتخابات اتحاد العمال (السوفيات)من بريانسك، سمارة، ساراتوف، مينسك وكييف وطشقند، وغيرها من المدن. في يوم، 1 أيلول / سبتمبر، تلقت اللجنة التنفيذية المركزية للسوفييت طلبات من 126 من مجالس السوفيات المحلية حثها على الاستيلاء على السلطة في يديها الخاصة.
سبتمبر وأكتوبر 1917م، كانت هناك اضرابات من قبل العمال في موسكو وسانت بطرسبرغ وعمال المناجم من دونباس، والحدادين من جبال الأورال، وعمال النفط في باكو، وعمال الغزل و النسيج، وعمال السكك الحديدية في 44 من خطوط السكك الحديدية. في هذه الأشهر وحدها أكثر من مليون عامل شاركوا في الإضراب. قام العمال بالسيطرة على الإنتاج والتوزيع في العديد من المصانع.
في 10 أكتوبر 1917م اللجنة المركزية للبلاشفة صوتت 10 ضد 2 لقرار قائلا ان«انتفاضة مسلحة أمر لا مفر منه، وبأن الوقت قد حان لذلك تماما».
أصدر كيرينسكى أمراً علّيا بحل لجان مقاومة العمال ونزع أسلحتهم. وفي 18 أكتوبر، لم يعد الحرس العسكرى في بيتروجراد يعترف بالحكومة المؤقتة: «لن نطيع بعد ذلك إلا الأوامر الصادرة من سوفييت بيتروجراد بواسطة المجلس العسكرى الثورى».
في يوم 23 أكتوبر 1917م، قام الثوار اليساريين تحت قيادة جيان بانتفاضة في تالين، عاصمة استونيا.
في 25 أكتوبر، ووفقا للخطة التي وضعها لينين في السر، استولى «الحراس الحُمر» على عاصمة روسيا، وفي مقاومة غير فعالة من قبل كيرينسكي والحكومة المؤقتة. تمكن البلاشفة من الاستيلاء على المرافق الحكومية الرئيسية، وعلى محطات السكة الحديد ومكاتب البريد والتلغراف، وعلى السنترال الكهربائى والمطابع الكبرى وبنك الدولة، وذلك دون إطلاق رصاصة واحدة.
في ليلة 26/25 أكتوبر تم إطلاق الهجوم على القصر الشتوي للقيصر الذي كان يحرسه القوزاق وكتيبة من النساء الذي تمت السيطرة عليه بدون مقاومة تذكر. اعلنت الحكومة الجديدة التي شكلها البلاشفة خروج روسيا من الحرب العالمية ورغبتها في توقيع اتفاقية انفصالية مع ألمانيا. كما اصدر البلاشفة الذين اغتصبوا السلطة في البلاد مراسيم تقضي بمصادرة أراضي كبار الاقطاعيين ومعامل الرأسماليين بالإضافة إلى إعلان حق شعوب الإمبراطورية الروسية بالانفصال عنها. في وقت لاحق للثورة تم من قبل حكومة الاتحاد السوفياتي تصوير الأحداث في أكتوبر باعتبار وقوع أضرارا أكبر بكثير مما كانت في الواقع كان.
غادر كيريتسكى المدينة تحت حماية السفارة الأمريكية لكى يحاول أن يأتى بقوات الجيش من الجبهة ختى تقضى على ثورة بيتروجراد.
أما لينين فقد خرج من الظلام في الساعة الثالثة بعد الظهر، ليظهر في سمولنى حيث اتخذ السوفييت مقرا لهم برئاسة تروتسكى وبدا بتحية الانقلاب السلمى والمنتصر الذي حققه العمال وحرس بيتروجراد؛ ثم ألقى ثلاث كلمات تأسست عليها الثورة الاشتراكية:
في الساعة التاسعة مساء ألغى الجنرال تشيريمينوف أوامر تحريك قوات الجيش نحو بيتروجراد منفذا بذلك أولى مقتضيات استيلاء المجلس الثورى على السلطة.
في الساعة الثانية بعد منتصف الليل، تم الهجوم على قصر الشتاء حيث تجمع وزراء الحكومة المؤقتة. وتم الاستيلاء عليه والقبض على الوزراء. في هذه اللحظة تجمْع بعض النهاب لسرقة محتويات القصر، لكن قادة الهجوم هددوا بإطلاق الرصاص فوراً على أي شخص تسول له نفسه أن يسرق ما أصبح من تلك اللحظة فصاعدا «ملكا للشعب».
في 12 نوفمبر عام 1917 أجريت في روسيا الانتخابات في الجمعية التأسيسية (البرلمان). لكن الحزب البلشفي لم يحصل فيها على أغلبية الأصوات، كما عول على ذلك. وبعد رفض نواب البرلمان اقرار المراسيم الصادرة عن الحكومة البلشفية تم حل الجمعية التأسيسية بالقوة في يناير عام 1918، الأمر الذي اثار احتجاج القوى الديموقراطية في البلاد. لكن البلاشفة أمروا بإطلاق النيران على المظاهرة السلمية مما أدى إلى مقتل 21 شخصا على الأقل.

## أهداف الثورة
تحقيق المساواة بين فئات الشعب كافة من جميع النواحي والقضاء على الرأسمالية الإقطاعية وتحقيق الاشتراكية والعمل الاشتراكي الموحد القائم على برنامج بلشفى صاغة لينين في نقاط ثلاثة ألا وهي: إقامة السلام وإعطاء الأراضى إلى الفلاحين والسلطة إلى العمال، مما يرد على الآمال العميقة لشعب باكمله.
1 - السلام «العادل والديمقراطى»
الذي طالب به لينين يعد سلاما حاسما أي أنه لا يستتبع أية قوة من قبل القوميات الأجنبية، كما أنه يجب أن يكون فورياً.
ومن سوء النية القول بأن لينين «خان» المعاهدة مع فرنسا بتقويضه الجيش الروسى، فهذا الجيش الهائل الذي كان يضم عشرة ملايين رجل، كان قد خسر أصلا 2 مليون من رجاله بالموت و 4 ملايين بالإصابة؛ بل إن 2 مليون آخرين من الجنود كانوا قد فروا من هذا الجيش بعد فشل «هجوم 14 يونيو سنة 1917» على الدنيبر ضد المجريين - النمساويين، ء وبعد زحف الألمان على بحر البلطيق وصولا إلى خليج ريجا.
ومن قادة الجيش القيصري الرئيسيين الجنرال دراجوميروف الذي كتب في مايو 1917 في تقرير له قائلا:
لم يقوض لينين إذن بالمرة قدرة الجيش على الوثب والوصول إلى ألمانيا، بل سجل الأمنية العميقة لهذه الملايين من الجنود - وأغلبيتهم من الفلاحين - الذين كف جيشهم عن وجوده العملى. كما أوضح لهم ما يمكن أن تكون عليه أهداف السلام الحاسم دون أية أغراض استعمارية.
بما أنه لم تستجب أية قوة غربية لهذه الدعوة إلى سلام حقيقى، وبما أن الجيش الروسى كان قد انتهى من معاركه، فقد وقّع لينين في 3 مارس 1918 معاهدة السلام مع ألمانيا في برست - ليتوفسك. ومع أن شروط هذه المعاهدة كانت قاسية إلا أن لينين قبل كل التنازلات المطلوية عن الأراضى لأنه كان مقتنعا أن شعوب أوروبا سوف تثور ضد الحرب وتتبع النموذج الروسي. وفي الحقيقة، إن العدوى الثورية قد اجتاحت الإمبراطورية الألمانية عام 1918 وفرضت السلام؛ وفي 4 نوفمبر تجمع بحارة كييل وكونوا سوفييتاً من العمال والجنود. حتى اشتعلت الثورة في ميونخ في السابع من الشهر نفسه. وفي صباح اليوم التالى استولى مجلس نواب الشعب على السلطة في برلين. ثم انعقد مؤتمر لمجالس العمال والجنود الألمان يوم 10 نوفمبر في ريجا قبل أن تضطر ألمانيا كلها إلى الاستسلام يوم 11 نوفمبر. وفي 13 نوفمبر طالب المجلس التنفيذى الروسى بإلغاء معاهدة برست - ليتوفسك.
2 - إعطاء الأراضى للفلاحين  ٠ ٍ
أثناء صيف عام 1917، عمت أحداث التمرد الريفية البلاد وتغير طابعها، بعد أن استمرت عدة سنوات داخل الإمبراطورية. انتشرت هذه الأحداث لأنه لم يخرج عن نطاق حركة التمرد العامة سوى 8% من الأراضى الروسية؛ أما طابعها فقد تغير لأنها لم تعد أحداثاً وليدة اللحظة وقاصرة على قطع الطرق والتدمير (مثل حرق القصور والمحاصيل واغتيال كبار ملاك الأراضى ... إلخ) بل تحولت شيئاً فشيئاً. ومع تكوين مجالس الفلاحين، إلى فعل منظم وبنّاء تجسد في احتلال واستغلال أراضى الدولة التي تمت السيطرة عليها إلى جانب زراعة الأراضى المعفاة من ذلك للراحة السنوية وزراعة الأراضى غير المستغلة بالقدر الكافى. هكذا لم يقدم الأمر الصادر بتمليك الأراضى للفلاحين شيئا سوى أنه أعطى شكلاً رسمياً لما كان قد حدث بالفعل، ووجه الممارسة الريفية الموجودة من الأصل.
رغم الانتقادات العنيفة التي وجهها شركاء لينين أنفسهم إليه، إلا أنه لم يسع إلى فرض البرنامج الزراعى البلشفئ بل على العكس، قبل مطالب الفلاحين الفقراء ووافق على البرنامج الذي اعترض عليه، سابقا، خصومه الاشتراكيون (الاشتراكيون الثوريون) بهدف حماية الفلاحين من الوصول إلى الاعتراف بالبرنامج الشيوعى للجمعيات التعاونية الزراعية إلا إذا كان ذلك تأسيساً على تجربتهم الخاصة وبعد فترة طويلة من المحاولة والخطأ.
3 - التحكم العمالى
منذ مذابح لونا عام 1912 التي كان لها أثر عظيم على روسيا كلها، وهذه الفكرة الأساسية آخذة في الرسوخ في المراكز الصناعية كلها.
في 4 أبريل عام 1912, وعقب إضراب متاجم الذهب في لونا بسبب طول فترة العمل اليومى (التي حددها القانون عام 1897 بإحدى عشرة ساعة ونصف) ومجموع الظروف المعيشية لعمال المناجم، تلقت قوات الجيش الأمر بإطلاق التار على المتظاهرين. وكان لهذه المذبحة دلالة شديدة العمق بسبب انتماء تلك المناجم إلى إحدى كبرى الشركات الاحتكارية؛ ألا وهي «جمعية صناعة الذهب بلونا» والتي كانت الشركة الإنجليزية Lena Goldfields أو حقول ذهب لونا، تمتلك أكثر من 70% من أسهمها. ويما أن شخصيات رفيعة الشأن - ومنهم الإمبراطورة مارى فيدوروفنا أرملة الكسندر الثالث - كانت تمتلك أسهما في هذا المشروع فقد انطلقت النيران فورا لتردى 270 قتيلا و 75 جريحا. وقامت مظاهرات ثورية من بيتروجراد إلى موسكو حتى تمرد عمال روسيا كلهم على هذا الوضع بالإضراب العام في اليوم الأول من شهر مايو.
منذ هذا الوقت، أخذ الكفاح العمالى مكانة وصورة نضالية متزايدتين. كذلك أخذت ضرورة تحكم العمال في الصناعة تفرض وجودها حتى حدوث الإضراب الحاسم الذي قام به عمال التعدين التابعون لمصانع بويتلوف في بيتروجراد في ١8 فبراير 1917؛ ذلك الإضراب الذي نتج عنه إضراب عام في الخامس والعشرين من الشهر نفسه.
الأمر إذن لا يتعلق بالمرة بمؤامرة ما أو بانقلاب جريء للاستيلاء على الحكم، فما حدث هو ثورة شعب بكامله ليفتح المنظور من أجل نظام إنسانى جديد. وقد أشار أناتول فرانس وبول لانجفان ورومان رولان في فرنسا إلى الدلالة التاريخية العالمية لهذه الثورة. وفي إنجلترا، كتب برتراند راسل في كتيب مناهض للبلشفية يقول: «إن الثورة الروسية واحدة من أعظم الأحداث التاريخية في تاريخ العالم. ومن الطبيعى مقارنتها بالثورة الفرنسية إلا أن لها أهمية فلسفية أكبر في الحقيقة».
وفي الحقيقة. وعلى الرغم من التغيرات التي طرأت فيما بعد لإعادة فحص الدلالة الأصلية لهذه الثورة. فإنها تعد في حد ذاتها ثورة جذرية وجديدة بالمقارنة بكل الثورات الأخرى. فإعلان الاستقلال الأمريكى طالب بمساواة عالمية بين البشر في حين اُحتفظ بعبودية السود لمدة قرن بعد ذلك. وكذلك طالب إعلان حقوق الفرد والمواطن الصادر عن الثورة الفرنسية بالمساواة نفسها في الوقت نفسه الذي كان هذا الإعلان فيه بمثابة مقدمة لدستور يسن حق التصويت وفقاً لثروة الفرد، قاصراً بذلك هذا الحق على ريع الفرنسيين فقط. هكذا كفل الإعلان الأول امتيازات البيض وكفل الثاتى امتيازات الملاك. أما ثوزة أكتوير فقد ألغت لأول مرة الامتيازات كلها سواء كانت خاصة بملكية الأرض أو بأرباب العمل أو بالحكام الذين يقومون بغارت للنهب والسلب.
من هنا ندرك سبب الغضب والكراهية التي أخذ أصحاب الامتيازات يكنونها لهذه الثورة. فقد كانت أسطورة الرعب الثورى تطاردهم منذ الأيام الأولى لحركات التمرد العمالية. وبالتالى أصبح أي تغيير في النظام القائم - أو أي ثورة عليه - يمثل بالنسبة لهم شكلاً من أشكال «قطع الطريق» للاستيلاء على ثرواتهم وتقسيمها. لذلك كانت الشعارات المناهضة للثورة الجديدة جاهزة قبل قيامها بحوالى قرن كامل؛ فعلى سبيل المثال قال الوزير الفرنسى مارى عن الحواجز التي أقامها العمال في باريس عام 1848 عقب تمردهم ضد إغلاق «الورش الوطنية» التي كانت توفر العمل والطعام، إنها «الهمجية وقد تجرأت أن ترفع رأسها أمام الحضارة». أما الجنرال كافينياك فقد حكم بالموت على هذه الثورة من اليأس والتى كانت تسعى نحو أمل بعيد.»
لقد تحدث البابا بيا التاسع عن الثورة على أنها «طاعون أحمر». كما صرخ دوق مورنى وهو الاخ غير الشقيق لنابليون الثالث قائلا: «إذا رأيتم رجلاً اشتراكياً عن قربُ لا تترددوا في أن تفضلوا عليه أى قوقازى مهما كان،  فهنا تنتهى حدود وطنيتى».
وبعد كومونة باريس، صاغ تان تعريفا آليا لأية ثورة قائلاً: «سوف ترى أناساً أفظاظاً وقد صاروا إلى الجنون يعملون بشكل ضخم ولمدة طويلة تحت قيادة أغبياء صاروا مجانين».
في الحقيقة إن هذا «الخوف الكبير» لم يدم إلا خمسة أيام في عام 1848، وثلاثة شهور مع الكومونة عام 1871 أما في روسيا فقد دام سبعين عاما.
في عام 1917 لخص سيرج دى شاسان المراسل الخاص «لصدى باريس» و«توضيح» الهجوم على الثورة في مقالته «نهاية العالم الروسى»:
.

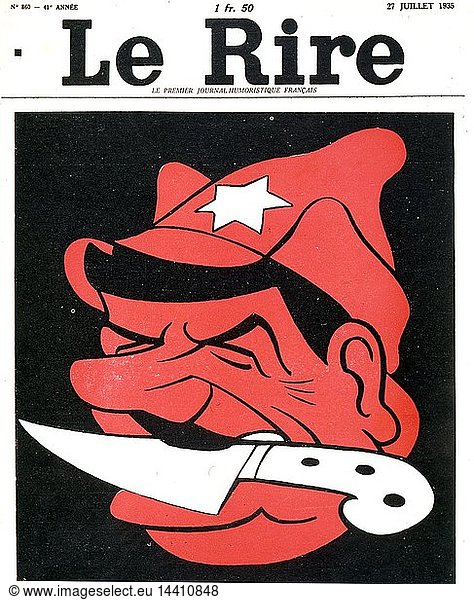
ملصق «الرجل ذو السكين بين أسنانه»

هكذا اجتمعت المخاوف والكراهية كلهاء سواء تلك الموجهة ضد الاشتراكية أو ضد «الهمجية الشرقية»، كما لو كانت تشير إلى تنبؤات قديمة، مثل نبوءة إرنست رينان الشهيرة التي أعلن فيها عن الساعة التي «سوف يقود فيها العبد وراءه قطيع آسيا الوسطى من خلفاء جنكيز خان وتيمورلنك؛ مثل تنين نهاية العالم الذي يكتسح ذيله الجزء الثالث من النجوم».
كما كتب ماركيز كوستين رائد هذا النوع من الإسقاطات النمطية للتعبير عن الخوف، عام 1839 في كتابه «روسيا عام 1839». صيغة اتهام ثورة أكتوير عام 1917 قائلاً:
ويصلح هذا السيناريو المجهز مسبقا؛ والذي لم يمكن تجاوزة لمدة أكثر من قرن من الزمن، ليكون بمثابة نموذج يقود «المعلومات» المتعلقة بالثورة الروسية، تماما كما صلح لهذه المهمة مع ثورات عام 1848 في فرنسا ومع كومونة باريس.
ومن ملصقات الدعاية التي تلخص أساليب التأثير على الرأى كلها، الملصق الخاص ب «الرجل ذو السكين بين أسنانه» والذي أصبح بورتريهاً آلياً للشخص الثورى في كل الأزمنة إلا أنه لعب دورا تاريخيا في حملات عام 1919 ضد روسيا. وبفضل العزف على هذه التيمة في صحافة هذا العصر تمت «فبركة» - في نوفمير 1919 - انتخابات الغرفة التي لا يمكن العثور عليها، غرفة «الافق الأزرق»، تلك الغرفة التي جلبت لفرنسا ردة اجتماعية أعادتها إلى مرحلة ما قبل المكاسب الإنسانية التي حدثت في بداية القرن.

## نتائج الثورة
1. تم اقرار مجلس مفوضي الشعب كأساس للحكومة الجديدة
2. قام مجلس مفوضي الشعب بأقرار سلسلة من الاعتقالات لكل من زعماء المعارضة وقادة المناشفة والحزب الاشتراكي الثوري وحبسهم بقلعة بولس وبطرس
3. في 20 ديسمبر اسس لينين لجانا استثنائية من شأنها مكافحة الثورة المضادة سميت في ما بعد (الشي كا) الأمر الذي يعتبر كنقطة بداية لقضاء البلاشفة علي كامل اعدائهم ومعارضيهم حيث بدأت تلك اللجان الاستثنائية بممارسة الإرهاب الجماعي ضد ممثلي الفئات الغنية والمتوسطة للمجتمع الروسي والمثقفين ورجال الدين والضباط المشتبه بمعاداتهم للسلطة الجديدة
4. تم إطلاق مجموعة من المراسيم تشمل:
  1. مرسوم صدق علي أعمال الفلاحين الذين استولوا على الأراضي في جميع أنحاء روسيا الخاص وإعادة توزيعها فيما بينهم. البلاشفة واعتبروا انفسهم تمثيل تحالف العمال والفلاحين وأحيا هذامفهوم المطرقة والمنجل على العلم وشعار النبالة من الاتحاد السوفياتي
  2. تأميم جميع البنوك الروسية
  3. وصودرت الحسابات المصرفية الخاصة
  4. صودرت خصائص الكنيسة (بما في ذلك الحسابات المصرفية) المضبوطة.
  5. تبرؤا من جميع الديون الخارجية.
  6. أعطيت التحكم في المصانع للسوفييت.
  7. تم إصلاح الأجور بمعدلات أعلى مما كان عليه خلال الحرب، ودوام أقصر، لمدة ثماني ساعات يوم العمل.

## السوفيت وذكرى هذا اليوم
يستخدم التعبير الأكتوبر الأحمر Красный Октябрь, Krasnyry Oktyabr أيضاً للإشارة إلى حدث في الشهر. أعطي هذا الاسم بالترتيب لمصنع صلب أدى خدمات ملحوظة في معركة ليننغراد، ومصنع حلويات موسكو مشهور جداً في روسيا وغواصة سوفيتية خياليه في رواية صيد أكتوبر الأحمر أو  اصطياد أكتوبر الأحمر.
7 نوفمبر هو العيد السنوي لثورة أكتوبر وهو إجازة رسمية في الإتحاد السوفيتي وما زال الاحتفال به في روسيا البيضاء قائماً.
تحدد ثورة أكتوبر لسنة 1917 البداية لأول حكومة شيوعية في روسيا. وبعد ذلك أصبحت روسيا الاتحاد السوفيتي والذي ظل موجوداً حتى تفككه في عام 1991.

## وصلات خارجية
- سير أحداث «انقلاب» أكتوبر 1917 في روسيا